# Freimersheimertalbach
Der Freimersheimertalbach ist ein Bach des Mittleren Pfälzerwaldes in der Waldexklave der Ortsgemeinde Albersweiler im rheinland-pfälzischen Landkreis Südliche Weinstraße. Nach 21⁄3 Kilometer langem Lauf in westliche Richtungen mündet er linksseits in den Wellbach. Er ist nach dem Kaltenbach und dem Freischbach dessen drittlängster Zufluss.

## Geographie

### Verlauf
Der Freimersheimertalbach verläuft inmitten der Frankenweide und durchwegs im Wald. Er entspringt an der Südflanke des Kurzecks auf etwa 389 m ü. NHN, läuft auf seinen ersten zweihundert Meter nach Norden, dann nach Nordwesten bis zum Zufluss eines sehr kurzen Gewässers aus dem Tal zwischen Kurzeck und Großeck nach knapp der Hälfte seines Laufes, anschließend durch das Große Freimersheimer Tal nach Westen entlang der Südflanke des Großecks. Nachdem er auf seinen letzten Metern noch die neben diesem verlaufende Bundesstraße 48 unterquert hat, fließt er auf etwa 281 m ü. NHN von links in den Wellbach ein.
Der Freimersheimertalbach mündet nach 2,3 km langem Lauf mit mittlerem Sohlgefälle von etwa 47 ‰ rund 108 Höhenmeter unterhalb seines Ursprungs.

### Einzugsgebiet
Das Einzugsgebiet des Freimersheimertalbachs ist 3,3 km² groß, liegt im Frankenweide genannten Teil des Naturraums Mittlerer Pfälzerwald und ist bis auf einen Zwickel der weniger als einen Hektar großen Lichtung am Forsthaus Taubensuhl völlig bewaldet. Der mit 553,4 m ü. NHN höchste Punkt liegt auf einer Hochebenenkuppe etwa 0,8 km östlich der Quelle, darunter am Hang steht neben einer Forststraße auf etwa 475 m ü. NHN der Filzlausbrunnen. Es liegt, einen nur kleinen Gebietsanteil der Stadt Landau in der Pfalz um das Forsthaus Taubensuhl ausgenommen, in der Waldexklave der Ortsgemeinde Albersweiler.
Reihum grenzen die Einzugsgebiete der folgenden Nachbarbäche an:
- Im Nordwesten fließt der kurze Langeckbach etwas oberhalb in den Wellbach;
- im Norden liegt das Quellgebiet des Waldbächels, das in den obersten Helmbach mündet, einen Zufluss des Speyerbachs;
- im Nordosten entspringen jenseits des Hohenrückens, auf dem das Forsthaus Taubensuhl steht, der Helmbach-Zufluss Grobsbach und dessen erster Zufluss Dachsbach;
- jenseits der östlichen und südöstlichen Wasserscheide liegt das Einzugsgebiet des Eußerbachs, zu dem der Armbrunnertalbach über den Dörenbach und der Dürrentalbach direkt entwässern, sein eigener Abfluss gelangt über den Eisbach unterhalb des Wellbachs in die Queich;
- im Süden führt der Große Fischbach sein Wasser zum Wellbach;
- im Südwesten gibt es nur kurze Hangkerbenzuflüsse talabwärts zum Wellbach.

## Geschichte
Während des Mittelalters und der frühen Neuzeit war der Fluss Bestandteil der Ober- oder Ersten Haingeraide.

## Besiedlung
Der Freimersheimertalbach fließt auf seiner gesamten Länge durch unbesiedeltes Gebiet. Nächstgelegene Siedlungen sind die zu Landau in der Pfalz gehörenden Wohnplätze Landauer Forsthaus Taubensuhl 1,2 km vom Lauf entfernt im Nordosten, das Einzelhaus Fassenteich etwa 1,5 km wellbachaufwärts der Mündung im Nordwesten sowie die zu Wilgartswiesen gehörende Exklave Hofstätten etwa 1,8 km von dieser entfernt im Westnordwesten.